# Naharros del Río
Naharros del Río es una localidad de la provincia de Salamanca, Comunidad Autónoma de Castilla y León, España. Pertenece al término municipal de Pelabravo.

## Historia
Su fundación se remonta a la repoblación efectuada por los reyes de León en la Edad Media, quedando integrado en el cuarto de Peña del Rey de la jurisdicción de Salamanca, dentro del Reino de León, denominándose en el siglo XIII Nafarros por haberse repoblado con gentes procedentes de Navarra. Con la creación de las actuales provincias en 1833, Naharros del Río quedó encuadrado en la provincia de Salamanca, dentro de la Región Leonesa.

## Demografía
En 2017 contaba con una población de 51 habitantes, de los cuales 26 son varones y 25 son mujeres (INE 2017).
| Gráfica de evolución demográfica de Naharros del Río entre 2000 y 2017 |
|                                                                        |
|                                                                        |

## Patrimonio

### Castillo de la Torre Mocha
Construcción militar con muros de calicanto, edificada por el Reino de León en los siglos XII-XIII y actualmente en ruinas, situada en las cercanías de la localidad de Naharros del Río.